# Macrobrachium vicconi
Macrobrachium vicconi är en kräftdjursart som beskrevs av Roman, Ortega och Mejia 2000. Macrobrachium vicconi ingår i släktet Macrobrachium och familjen Palaemonidae. Inga underarter finns listade i Catalogue of Life.